# Essential Management School
Essential Management School （エッセンシャル・マネジメント・スクール, EMS）は、非営利型一般社団法人EMSが運営する、哲学をベースに本質行動学を学べるマネジメントスクールである。世界で唯一の本質行動学（Essential Management Science)を学ぶ学校と称されており、経営者・ビジネスマン・医療従事者・教育関係者・公務員など、様々な人材が参加している。

## 概要
早稲田大学大学院（MBA）客員准教授であった西條剛央が、自ら理論として構築した構造構成主義の理論を発展させ、本質行動学として体系づけたものを広めるため、2019年（平成31年）1月に東京・お茶の水に開設した。
主なカリキュラムは、西條が早稲田大学大学院で登壇していた「本質－組織心理学」をベースとした「本質行動学特論基礎原理コース（ベーシックコース）」であり、約３ヵ月間かけてチームで学び合い、毎回のリフレクションと修了レポートを提出し、修了となる。
2019年時点では、会場にての講義形式とZoomを活用したハイブリッド配信によるオンライン、反転授業形式のMBAL（Movie Based Active Learning）の３つの参加形態があったが2020年に、2020年にウイルスによる感染症 (COVID-19) が流行し、すべてをオンラインに切り替えたという。
修了生のコミュニティとしてEMSi（Essential Management Science Institute）という実践研究機関を持ち、そのメンバーは、EMSi Fellowと称している。2020年7月に運営母体として一般社団法人EMSが設立されている。

## 開講実績
- 0期　本質行動学基礎原理コース　2019年1月30日～3月20日
- 1期　本質行動学基礎原理コース（ベーシック）　2019年5月29日～9月28日[11]
- 1期　本質行動学応用コース（アドバンス）　2019年6月5日～9月28日[11]
- フィジカル＆ヘルスマネジメント特論講座　講師：若林理砂・駒井雅和・北川貴英・高無宝良・嘉陽与南・米倉竜太　2020年10月11日～12月27日[12]
- 単科コース「想いだすための哲学」　講師：甲田烈　2019年11月1日[13]
- 単科コース「本質を学び、本質を活かす」　講師：大久保寛司　2020年11月4日～25日[14]
- 単科コース「オンライン・クリエイティブ・ライティング講座」　講師：田口ランディ　2021年1月他[15]
- 単科コース「本間正人エッセンシャル・コーチング基本講座」　講師：本間正人　2020年5月14日～6月4日、11月28日～12月12日、2021年2月24日～3月17日[16]
- 2期　本質行動学基礎原理コース　2020年1月15日～3月28日[17]
- 3期　本質行動学基礎原理コース　2020年6月3日～10月10日[18]
- 単科コース「池田清彦原論」　2020年10月2日～10月23日[19]
- 4期　本質行動学基礎原理コース　2020年11月27日～2月27日[20]
- 単科コース「新井和宏のお金の本質行動学」　講師：新井和宏　2021年3月5日～26日[21]
- 4期　本質行動学ASEマネジメントコース　2021年4月3日～6月19日[22]
- 5期　本質行動学基礎原理コース　2021年6月9日～9月18日[8]
- 6期　本質行動学基礎原理コース　2021年12月4日開講予定

## 主な出身者
| 期 | 氏名              | 属性                            | その他                                               |
| -- | ----------------- | ------------------------------- | ---------------------------------------------------- |
| 0  | 青野 慶久         | 一般社団法人EMS理事             | サイボウズ株式会社 代表取締役社長                    |
| 0  | 阿部 泰之         |                                 | 医師                                                 |
| 0  | 熊平 美香         | 一般社団法人EMS監事             | 中央教育審議会委員                                   |
| 0  | 原口 佳典         | 一般社団法人EMS理事             | 株式会社コーチングバンク                             |
| 0  | 倉貫 義人         |                                 | Sonic Garden株式会社代表取締役社長                   |
| 0  | 田原 真人         |                                 | 文筆家、講演家、デジタルファシリテーター             |
| 0  | 田口ランディ      |                                 | 小説家・エッセイスト                                 |
| 0  | 中尾隆一郎        |                                 | 中尾マネジメント研究所代表取締役社長                 |
| 0  | 上條 晴夫         |                                 | 東北福祉大学 教育学部 教育学科 初等教育専攻 教授     |
| 0  | 本間正人          |                                 | 京都芸術大学教授                                     |
| 0  | 後藤 正樹         |                                 | 株式会社コードタクト代表取締役                       |
| 0  | 鬼丸昌也          |                                 | 認定NPO法人 テラ・ルネッサンス創設者・理事・事務局長 |
| 0  | 鈴江 奈々         |                                 | アナウンサー                                         |
| 0  | 氏家 おりえ       |                                 | 広報、ライター                                       |
| 1  | 田中 邦裕         | 一般社団法人EMS理事             | さくらインターネット株式会社 代表取締役社長          |
| 1  | 石原 孝尚         |                                 | 株式会社Brilliant Future Consulting代表              |
| 1  | 海渡 寛記         |                                 | マンツーマン英会話教室のワンナップ代表取締役         |
| 1  | 直井 亜紀         |                                 | 一般社団法人ベビケア推進協会代表理事                 |
| 2  | 塩谷 哲           |                                 | ピアニスト                                           |
| 2  | 池田 明子         |                                 | ソフィアフィトセラピーカレッジ学校長                 |
| 2  | 石原 ゆり奈       |                                 | Support for Woman’s Happiness                        |
| 2  | 大坂 祐希枝       |                                 | マーケティングコンサルタント                         |
| 2  | 野澤 武史         |                                 | 山川出版代表取締役社長、「スポーツを止めるな」主宰   |
| 2  | 西村雄一          |                                 | サッカー審判員                                       |
| 2  | 牧田 恵里         |                                 | 株式会社tsumug代表取締役                             |
| 2  | 宮 海彦           |                                 | 元シルクドソレイユ                                   |
| 2  | 渡辺 克己         |                                 | ナレーター、俳優                                     |
| 3  | 新井 和宏         | 一般社団法人EMS理事             | 株式会社eumo 代表取締役                              |
| 3  | 池田清彦          | EMS学術顧問                     | 早稲田大学名誉教授                                   |
| 3  | 西條 剛央         | Essential Management School代表 | 株式会社本質行動学アカデメイア代表取締役             |
| 3  | 山本 ミッシェール |                                 | フリーアナウンサー                                   |
| 3  | 妃乃 あんじ       |                                 | 一般社団法人Huuug代表理事、元宝塚                    |
| 3  | 金沢 春康         |                                 | （社）100年ライフデザイン・ラボ                      |
| 3  | 斉藤太郎          |                                 | ランニングインストラクター                           |
| 3  | 福満 景子         |                                 | フリーアナウンサー                                   |
| 4  | 坂本 悟史         |                                 | コマースデザイン株式会社 代表取締役                  |
| 4  | 小出村 珠美       |                                 | 日本ポニーベースボール協会理事、フリーアナウンサー   |
| 4  | 萩原 健史         |                                 | スゴレッチ主宰                                       |